# Žalm 131
Žalm 131 („Nemám, Hospodine, domýšlivé srdce“) je biblický žalm. V překladech, které číslují podle Septuaginty, se jedná o 130. žalm. Žalm je nadepsán těmito slovy: „Poutní píseň, Davidova.“ Jedná se o dvanáctý z řady patnácti žalmů, které mají v hebrejské předloze nadepsání: Šir hama'alot (שִׁיר הַמַּעֲלוֹת, „Poutní píseň“ či „Píseň stupňů“). Podle některých vykladačů souvislé pásmo patnácti těmito slovy nadepsaných žalmů tvořilo jakýsi „zpěvník poutníků putujících do Jeruzaléma.“ Raši naproti tomu tvrdí, že takto nadepsané žalmy odříkávali levijci na patnácti stupních klesajících v Chrámu z dvorany Izraele do ženské dvorany a že je pro tento účel uspořádal a předem stanovil už král David. Tuto dvanáctou píseň stupňů však David podle tradičního židovského výkladu nejen ustanovil k obřadnímu přednesu, ale napsal i její text – v nadepsání totiž figuruje jeho jméno.

## Užití v liturgii
V judaismu je žalm podle siduru recitován v rámci liturgie Borchi nafši (Žehnej duše má), a to po odpolední modlitbě o každém Šabatu v období mezi svátkem Sukot a Šabat ha-gadol.